# Gatto del Cheshire
Il Gatto del Cheshire è un personaggio inventato da Lewis Carroll, apparso per la prima volta nel 1865 nelle Avventure di Alice nel Paese delle Meraviglie. È noto anche come Stregatto, nella versione italiana della trasposizione cinematografica disneyana, Ghignagatto, nella traduzione italiana del libro del 1913 a cura di Silvio Spaventa Filippi, o ancora Gatto Cesare reso in alcune traduzioni per via dell'assonanza del nome originale con questo appellativo italiano. Compare anche in tutte le opere (cinema, fumetti, videogiochi, ecc.) derivate dal romanzo di Carroll.

## Origine del personaggio
Il Gatto del Cheshire trae verosimilmente ispirazione da antichi racconti popolari nei quali si narra di felini invisibili nelle campagne inglesi, leggende forse di origine analoga a quella del Gatto Mammone. Probabilmente Carroll per la sua descrizione si basò su un intaglio in una chiesa nel villaggio del Croft-on-Tees, nel nord-est dell'Inghilterra, dove era stato rettore suo padre. Un'altra possibilità è che il gatto sia basato su un gargoyle situato su un pilastro nella chiesa di St. Nicolas a Cranleigh, dove Carroll frequentemente viaggiava quando viveva a Guildford. Altri lo attribuiscono ad un intaglio sulla facciata ovest della torre alla chiesa di San Wilfrid, nel villaggio di Grappenhall Warrington, nel Cheshire, contea natale di Carroll.
"Sorridere (o sogghignare) come un gatto del Cheshire" (To grin like a Cheshire cat) era un modo di dire molto comune ai tempi di Carroll e significa sorridere in modo molto ampio scoprendo completamente i denti. Probabilmente, il detto all'epoca non possedeva solo la connotazione negativa - intesa come sorridere sardonicamente alle spalle dell'ignaro interlocutore - che di sicuro ha assunto in seguito al successo dell'opera. Lo scrittore lo volle utilizzare nel suo senso più ironico, analogamente a quanto fatto con il Cappellaio Matto e il Leprotto marzolino. La sua origine è incerta. Secondo alcuni deriva dall'ironia sviluppatasi su dei leoni sorridenti raffigurati in maniera piuttosto semplice sulle insegne delle locande della contea dove Carroll era cresciuto, secondo altri dall'usanza di fare un formaggio con la forma (o il cui marchio aveva la forma) di un gatto sorridente della quale la testa era l'ultima parte a essere consumata.
In Le avventure di Alice sottoterra, versione primitiva del romanzo, il Gatto del Cheshire non compare, ma alcune delle sue battute sono pronunciate dal Bianconiglio.

## Nel libro
A differenza della stragrande maggioranza dei personaggi, dei quali non viene fornita alcuna descrizione fisica, Carroll si sofferma maggiormente sul Gatto del Cheshire, offrendone una descrizione vaga ma significativa. Si tratta dunque di un gatto piuttosto grosso e ben nutrito, sornione e con una voce profonda; è in grado di dissolversi nell'aria e comparire a proprio piacimento, in qualunque posto egli desideri. La sua caratteristica principale è però l'ampio sorriso, simile a un ghigno inquietante. John Tenniel, primo illustratore di Alice, lo rappresentò con le fattezze di un gatto selvatico molto arruffato, dotato della striatura tipica di un gatto soriano.
Il primo incontro tra il Gatto del Cheshire e Alice avviene nel capitolo VI intitolato Porco e Pepe, dove inizialmente viene presentato come l'animale domestico della Duchessa; in questo capitolo, il Gatto si limita ad ascoltare la conversazione tra Alice e la Duchessa senza intervenire; Alice nota però il suo inquietante ghigno. Poco dopo, quando la protagonista riprende il viaggio, si trova davanti a un bivio e non sa che strada scegliere: il Gatto appare improvvisamente appollaiato sul ramo di un albero, e spiega ad Alice il funzionamento delle strade nel Paese delle Meraviglie.
In seguito, nel capitolo VIII, il personaggio ricompare sul campo da croquet della Regina di Cuori: la presenza della sola testa fluttuante nel campo attira l'attenzione della Regina, dando luogo a un curioso dibattito sulla possibilità di tagliare o meno la testa a chi non possiede un corpo.

### Analisi
Il Gatto del Cheshire è l'unico personaggio a spiegare ad Alice i meccanismi del Paese delle Meraviglie, pur rimanendo vago ed enigmatico: parlando della pazzia degli abitanti non esita infatti ad autodefinirsi matto, ma in realtà i suoi discorsi sono arguti e sensati rispetto a quelli degli altri. Da notare che, all'inizio della storia, Alice spiega il funzionamento del suo mondo ideale alla propria gatta domestica Dinah: il suo rapporto con lo Stregatto rappresenta pertanto un rovesciamento di quello animale-proprietario.
Il suo rapporto con le altre creature del Paese delle Meraviglie è interessante: sebbene manifesti un certo disprezzo nei confronti della Regina di Cuori, si dimostra quasi sempre al di sopra delle parti, disinteressato alle loro vicende. Martin Gardner evidenzia quanto l'atteggiamento dello Stregatto rispecchi in tal senso la visione dello stesso autore.

## Adattamenti cinematografici

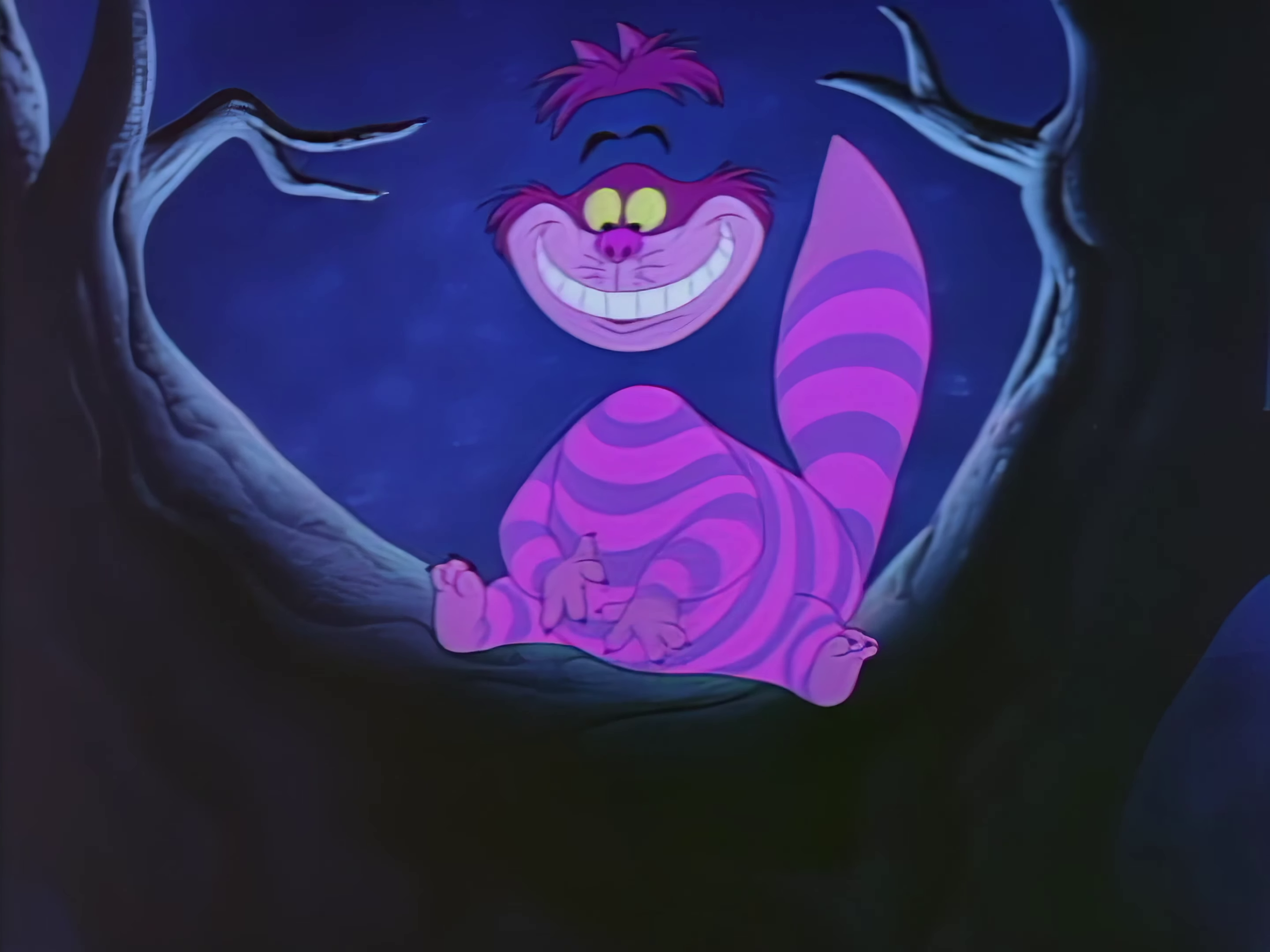
Lo Stregatto nella versione Disney

Lo Stregatto compare in tutte le versioni cinematografiche di Alice. Tra le più celebri c'è quella di Walt Disney, in Alice nel Paese delle Meraviglie, ripresa in seguito dal film del 2010 Alice in Wonderland.
Nel film del 1999 Alice nel paese delle meraviglie il personaggio è interpretato dall'attrice Whoopi Goldberg, il cui volto è stato sovrapposto al corpo di un gatto in CGI.